# Chondroderella
Chondroderella is een geslacht van rechtvleugeligen uit de familie sabelsprinkhanen (Tettigoniidae). De wetenschappelijke naam van dit geslacht is voor het eerst geldig gepubliceerd in 1922 door Hebard.

## Soorten
Het geslacht Chondroderella  is monotypisch en omvat slechts de volgende soort:
- Chondroderella borneensis (Brunner von Wattenwyl, 1895)